# Kawasaki ER-5
La Kawasaki ER-5 è una motocicletta naked prodotta dalla casa giapponese Kawasaki, in commercio dal 1996 al 2006 ed in seguito sostituita dalla ER-6.

## Il contesto
Ha un motore bicilindrico DOHC da 498cm³ basato sul progetto usato nella Kawasaki GPZ 500 S e nella KLE, in grado di sviluppare, nella sua prima versione, circa 51 HP, o 37 kW di potenza (10 in meno della sportiva GPZ500s ma dotato di più coppia ai bassi regimi). La velocità massima è di circa 180 km/h, con un'accelerazione da 0 a 100 km/h in meno di 5".
È una fra le moto favorite dalle scuole guida in tutta Europa per i suoi costi di manutenzione relativamente bassi e perché generalmente considerata più semplice per i principianti.

## Aspetto

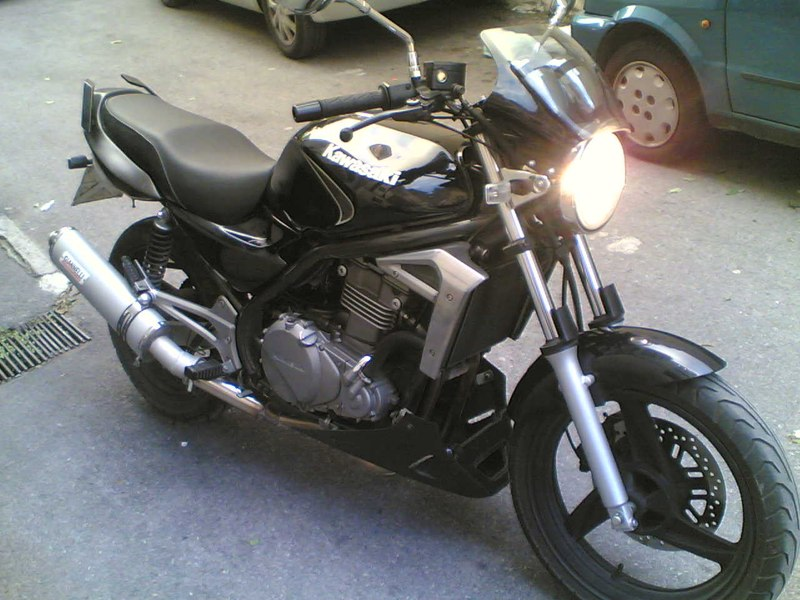
Kawasaki ER5 Special

Presentata nel 1996 la piccola Kawasaki ha subito negli anni vari restyling, il più profondo è stato fatto nel 2001 e l'ultimo nel 2005. La moto si presenta con una linea filante e bilanciata accostando particolari classici come le cromature e il doppio ammortizzatore posteriore a particolari moderni come il tappo serbatoio di tipo aeronautico (introdotto dopo il restyling del 2001) e le leve di comando regolabili. Il tutto mantenendo il peso totale della motocicletta entro i 180 kg.
Il motore deriva da quello che negli anni ottanta ha equipaggiato la moto custom LTD 450 e più recentemente la sportiva GPZ500S.

## Su strada
Dalle prove su strada effettuate dalle riviste del settore risulta che sulla ER-5 ci si sente a proprio agio sin dai primi metri, il motore è sempre pronto fin dai giri più bassi, la seduta è confortevole e garantisce un'ottima padronanza del veicolo. Gli pneumatici da 110 all'anteriore e da 130 al posteriore garantiscono un'ottima agilità, anche se chi è abituato alle gomme da 160 o 180 si sentirà quasi "tirato giù" una volta in curva. Il reparto sospensioni presenta una classica forcella telescopica a steli tradizionali da 37 mm che risulta comoda per l'utilizzo turistico ma un po' morbida quando si dà gas o nelle frenate di emergenza, il doppio ammortizzatore posteriore risulta sempre all'altezza della situazione e regolandone il precarico si riesce ad adattarlo a tutte le situazioni di guida. I freni sono a disco sull'anteriore e a tamburo sul posteriore.